# 다부세촌
다부세촌(田布施村)은 일본 가고시마현 히오키군에 설치되었던 촌이다. 현재의 미나미사쓰마시의 일부에 해당한다.